# Georg Hüsing

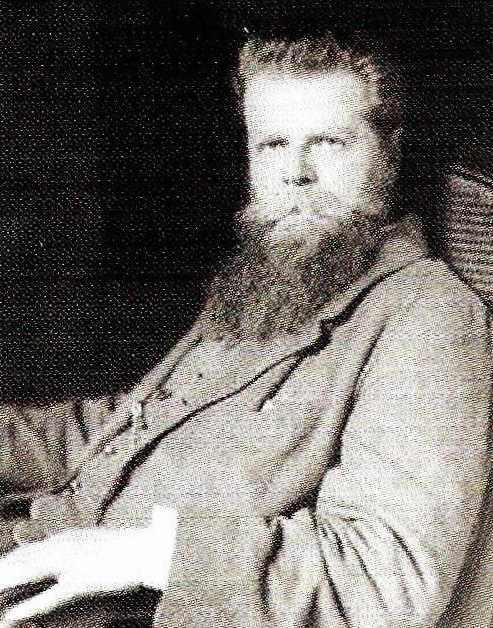
Georg Hüsing

Georg Hüsing (* 4. Juni 1869 in Liegnitz in Schlesien; † 1. September 1930 in Wien) war ein österreichischer Historiker und Germanist.

## Leben
Georg Hüsing studierte an den Universitäten Breslau, Berlin und Königsberg alte Geschichte, Indogermanistik, Semitistik, Iranistik und Germanistik. Er promovierte 1897 in Königsberg und betätigte sich anschließend als Privatgelehrter. 1912 wurde er Privatdozent, anschließend außerordentlicher Professor für Geschichte der alten Völker Vorderasiens an der Universität Wien.
Hüsings wissenschaftlichem Werk wird die Popularisierung komplizierter, vielfach auch konstruierter mythologischer Zusammenhänge im Sinne der deutschnationalen Jugendbewegung vorgeworfen. Auffallend an seinen Schriften ist die selbstgewählte Orthographie und eigenartige Wortbildung.
Hüsing war der Gründer der Wiener Mythologenschule (Volkskunde) sowie der geistige Vater und eigentliche Gründer des Lehrgangs ‚Deutsche Bildung’. Hüsing war Mitbegründer der Orientalistischen Literatur-Zeitung und der Mythologischen Bibliothek. Gemeinsam mit Wolfgang Schultz gründete er Mitra. Monatsschrift für vergleichende Mythenforschung, die er bis 1920 herausgab.
Hüsing verstarb am 1. September 1930 in Wien.

## Schriften (Auswahl)
- (1905) Semitische Lehnwörter im Elamischen. Leipzig: Hinrichs.
- (1906) Beiträge zur Kyros-Sage. Berlin: Preiser.
- (1908) Der Zagros und seine Völker. Eine archäologisch-ethnographische Skizze. Leipzig: Hinrichs.
- (1909). Die iranische Überlieferung und das arische System. Leipzig: Hinrichs.
- (1911). Krsaaspa im Schlangenleibe und andere Nachträge zur Iranischen Überlieferung. Leipzig: Hinrichs.
- (1916) Völkerschichten in Iran. Wien: Hölder.
- (1922) Plaudereien über Tracht und Mode. In: Deutschösterreichische Tageszeitung. 1922, Nr. 260 und 267.
- (1927) Die deutschen Hochgezeiten. Wien: Eichendorff-Haus.
- (1928) Germanische Gottheiten. Wien: Eichendorff-Haus.
- (1932) mit Emma Hüsing. Deutsche Laiche und Lieder. Wien: Eichendorff-Haus.
- (1934) mit Edmund Mudrak.  Die vierte Märge. Wien: Gesellschaft Deutsche Bildung.
- (1937) mit Heinrich Lessmann. Der deutsche Volksmund im Lichte der Sage. Berlin: Stubenrauch.